# Félix Charmetant
Pour les articles homonymes, voir Charmetant.
Félix Jacques Joseph Charmetant, né le 20 juin 1844 à Saint-Maurice-l'Exil (Isère), mort en 1921 à  Aix-les-Bains, est un missionnaire catholique français, membre de l'institut des Pères blancs, puis directeur général de l'Œuvre des Écoles d'Orient, connue actuellement sous l’appellation de L'Œuvre d'Orient du 1er janvier 1883 au 21 juillet 1921.

## Carrière
Cousin de Frédéric Mistral, d'abord élève du grand séminaire de Lyon, il rejoint en 1867 le grand séminaire diocésain d'Alger, et le 18 octobre de cette année opte pour la qualité de missionnaire. Ordonné prêtre en 1869, il est nommé par Mgr Lavigerie responsable du groupe des orphelins de Maison Carrée. Jouissant de la confiance de l'archevêque, il est associé à la rédaction des premières constitutions de l'institut des Pères blancs, et participe aux premières missions en Kabylie, puis au Sahara. Il est envoyé à plusieurs reprises effectuer des démarches pour l'institut en France et à Rome, et fait aussi un voyage au Canada en 1874, pour lever des fonds et susciter des vocations.
En 1878, il est envoyé à Zanzibar pour préparer la première caravane missionnaire envoyée par Mgr Lavigerie vers le centre de l'Afrique. Mais ce voyage atteint gravement sa santé, il doit rentrer rapidement en France, et en 1880 les médecins lui interdisent le retour en Afrique du Nord. Mgr Lavigerie le nomme alors procureur pour ses affaires à Paris et lui demande d'assurer une présence active auprès de L'Œuvre des écoles d'Orient (qu'il dirige à partir de 1883). En 1885, son passage de l'institut des Pères blancs à la charge de directeur de L'Œuvre d'Orient est officialisé, et en 1886 le cardinal Lavigerie le décharge définitivement de sa mission de procureur pour qu'il se consacre entièrement à ses nouvelles fonctions. Élevé entre-temps à la dignité de prélat (« Mgr Charmetant »), il reste directeur de L'Œuvre d'Orient jusqu'à sa mort le jeudi 21 juillet 1921 à Aix-les-Bains.
Il fait partie du comité restreint de huit membres (avec notamment Ferdinand de Lesseps, Ernest Renan, Louis Pasteur, Jules Verne) qui le 21 juillet 1883 se réunit au 215 boulevard Saint-Germain pour fonder l'Alliance française (et participe à l'assemblée générale de fondation officielle le 10 mars 1884). En 1896, c'est l'un des fondateurs (avec le marquis Charles-Jean-Melchior de Vogüé et les barons Bernard Carra de Vaux et Adolphe d'Avril) de la Revue de l'Orient chrétien.
Il est nommé chevalier de la Légion d'honneur en 1882, chanoine de Carthage en 1885, protonotaire apostolique en 1898. Il s'est illustré par la campagne qu'il mena à partir de 1895 pour dénoncer les massacres d'Arméniens dans l'Empire ottoman.

## Décoration
- Chevalier de la Légion d'honneur (1882)[réf. souhaitée]

## Publications
- Les peuplades kabyles et les tribus nomades du Sahara, Montréal, La Minerve, 1875.
- Carte partielle des missions de l'Afrique équatoriale, Paris, impr. de Becquet, 1879.
- Études et souvenirs d'Afrique. I, D'Alger à Zanzibar, Paris, M. Tardieu, 1882.
- Martyrologe arménien : tableau officiel des massacres d'Arménie, dressé après enquêtes des six ambassades de Constantinople, et statistique dressée par des témoins oculaires grégoriens et protestants des profanations d'églises, assassinats d'ecclésiastiques, apostasies forcées, enlèvements de femmes et jeunes vierges, Paris, Bureau des Œuvres d'Orient, 1896.
- L'Arménie agonisante et l'Europe chrétienne : appel aux chefs d'État, Paris, Bureau des Œuvres d'Orient, 1897.
- Livre d'or des martyrs de la charité : hommage aux victimes de la catastrophe du 4 mai 1897, Paris, Bureau des Œuvres d'Orient, 1897.
- Lettre à MM. les députés, Paris, Bureau des Œuvres d'Orient, 1899.
- Un voyage à Djibouti (conférence devant la Société de géographie de Lyon le 9 mars 1899), Lyon, impr. de Mougin-Rusand, Waltener et Cie, 1899 (tiré à part du Bulletin de la Société, n° d'avril 1899).
- Pitié pour nos pauvres frères d'Arménie !, Paris, Bureau des Œuvres d'Orient, 1910.
- Constantinople, Syrie et Palestine : lettre ouverte à nos hommes d'État, Paris, Bureau des Œuvres d'Orient, 1915.
- Catholicisme et pacifisme, Paris, Letouzey et Ané, 1917.